# Basilius István
Basilius István (Balázs István) (16. század) unitárius lelkész.

## Élete
Kolozsvárról származott, vagyonos polgári családból, apja Balázs deák (circumspectus Blasius literátus Coiosvariensis)volt, testvére, Balásfi Ferenc pedig a város főorvosa lett. Tanulmányait Kolozsváron kezdte, majd 1549–1555 között Wittenbergben folytatta, ahol különösen a nyelvtanulásban tűnt ki. Hazatérve, a kolozsvári református iskolában tanított; 1566-ban azonban Dávid Ferenc híve lett és buzgón harcolt az unitarianizmus mellett; mint lelkész előbb Kolozsváron, később Magyarországon terjesztette az unitarius vallást, közben Méliusz Juhász Péterrel vitatkozott. Tordán, Belényesen, majd Békésen volt lelkész. 1581-ben még életben volt.

## Munkái
- Egynehani kerdesec a keresztieni igaz hitről. Albae Juliae, 1568.
- Az apostoli credonac rövid magyarázattya. Feieruarat, 1568. (Klimó György pécsi püspök Székely Sámuel példányáért 50 aranyat ajánlott föl; ez Jankovich birtokába s attól az Országos Széchényi Könyvtárba került)
- Themata sive propositiones pro defensione innovationis. Claudiopoli, 1587.

Kéziratban maradt: Responsiones ad ea V. et N. Testamenti S. Scripturae loca, quibus ss. Triadis doctrina stabiliri solet. (Ezt Enyedy György unitarius püspök megbővítve, a maga neve alatt adta ki 1598-ban; magyarra fordította és kiadta Toroczkai Máté 1619-ben.)